# شتاوخیتس
شتاوخیتس (به آلمانی: Stauchitz) یک شهر در آلمان است که در مایسن واقع شده‌است. شتاوخیتس ۳٬۴۸۵ نفر جمعیت دارد.